# John Farey
John Farey, född 24 september 1766, död 6 januari 1826, var en brittisk geolog och matematiker. Hans storverk i geologi var General View of the Agriculture and Minerals of Derbyshire, en bok i tre volymer om berggrunden i Derbyshire. Hans populära artiklar i tidningar fick stor betydelse för spridningen av kunskaper på detta område. Många kartor och diagram ritade av Farey publicerades aldrig, men några kopior fanns ändå tillgängliga och influenser från dessa bidrog till utvecklingen av den stratigrafiska geologin.
Inom matematiken har Farey givit namn åt Fareyföljder av bråk. Han beskrev dessa följder i artikeln On a curious property of vulgar fractions.